# Coulevon

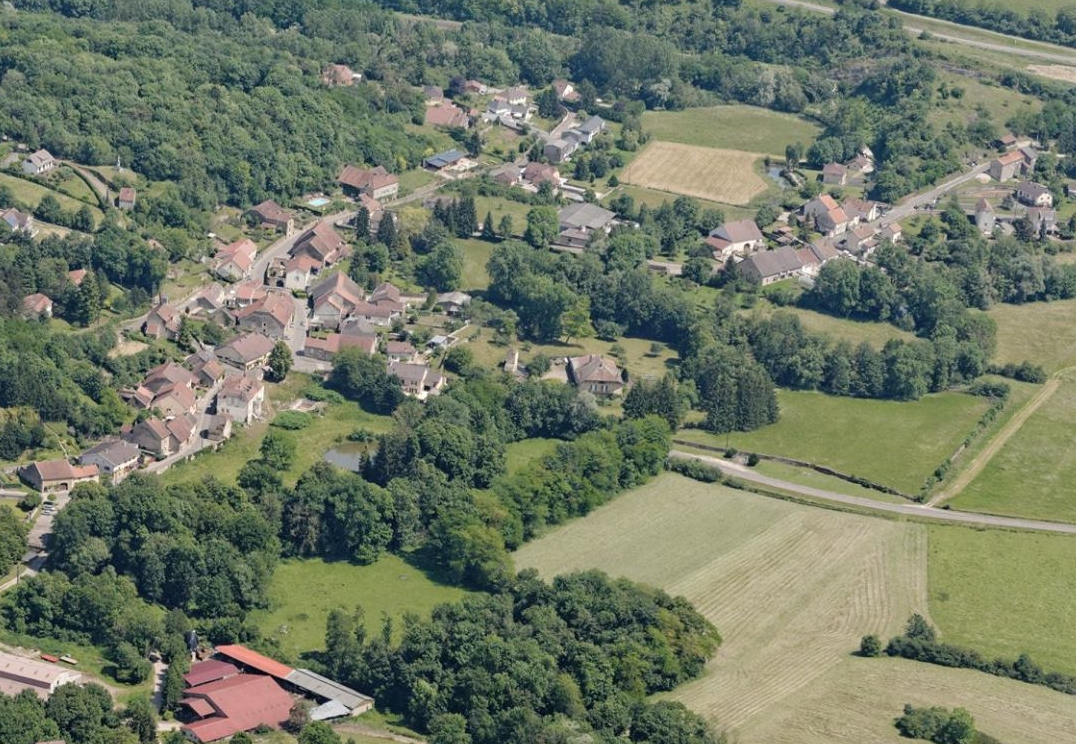
Coulevon (2015)

Coulevon ist eine Gemeinde im französischen Département Haute-Saône in der Region Bourgogne-Franche-Comté.

## Geographie
Coulevon liegt auf einer Höhe von 225 m über dem Meeresspiegel, etwa drei Kilometer nordöstlich der Stadt Vesoul (Luftlinie). Das Dorf erstreckt sich im zentralen Teil des Departements, in der Talniederung an der Mündung des Bâtard in den Durgeon, am Nordfuß der Hochfläche des Sabot.
Die Fläche des 2,66 km² großen Gemeindegebiets umfasst einen Abschnitt im Bereich des Hügellandes zwischen dem Becken von Vesoul und der Ebene von Lure. Von Norden nach Süden wird das Gebiet vom Tal des Bâtard durchquert, der bei Coulevon in den Durgeon mündet. Dieser sorgt für die Entwässerung zur Saône. Er fließt hier mit mehreren Windungen durch eine rund ein Kilometer breite Talaue, die durchschnittlich auf 220 m liegt. Abschnittsweise markiert er die südliche Grenze. Östlich des Dorfes befindet sich eine Höhle (3 bis 4 m hoch und rund 20 m lang).
Flankiert wird das Tal des Bâtard auf beiden Seiten von Anhöhen, die aus einer Wechsellagerung von sandig-mergeligen und kalkigen Sedimenten der unteren und mittleren Jurazeit bestehen. Westlich des Bâtard erhebt sich die Kuppe des Soufflotis (285 m), im Osten dehnt sich ein Plateau aus. Unterhalb des Fanicamp wird mit 296 m die höchste Erhebung von Coulevon erreicht. Das Gebiet wird überwiegend landwirtschaftlich genutzt.
Zu Coulevon gehört die Siedlung Montciel (225 m) südlich des Durgeon. Nachbargemeinden von Coulevon sind Villeparois und Colombier im Norden, Comberjon im Osten, Frotey-lès-Vesoul im Süden sowie Vesoul und Pusy-et-Épenoux im Westen.

## Geschichte
Im Mittelalter gehörte Coulevon zur Freigrafschaft Burgund und darin zum Gebiet des Bailliage d’Amont. Die lokale Herrschaft hatten die Vicomtes von Vesoul inne. Auch das Priorat Marteroy hatte Grundbesitz im Ort. Zusammen mit der Franche-Comté gelangte das Dorf mit dem Frieden von Nimwegen 1678 definitiv an Frankreich. Heute ist Coulevon Mitglied des 19 Ortschaften umfassenden Gemeindeverbandes Communauté de communes de l’agglomération de Vesoul.

## Sehenswürdigkeiten
Die Kapelle von Coulevon wurde im 19. Jahrhundert neu erbaut. Zur Ausstattung gehören ein Hochaltar, Statuen, ein Gemälde von Jules-Alexis Muenier und ein bemerkenswertes Flachrelief aus dem 15. Jahrhundert.
Das Schloss im Zentrum des Dorfes war Wohnsitz des Malers Muenier.
Oberhalb von Coulevon steht eine Statue der Heiligen Jungfrau.

## Bevölkerung
| Jahr                       | 1962 | 1968 | 1975 | 1982 | 1990 | 1999 | 2006 |
| Einwohner                  | 174  | 202  | 201  | 223  | 216  | 206  | 195  |
| Quellen: Cassini und INSEE |      |      |      |      |      |      |      |

Mit 173 Einwohnern (1. Januar 2022) gehört Coulevon zu den kleinen Gemeinden des Département Haute-Saône. Nachdem die Einwohnerzahl in der ersten Hälfte des 20. Jahrhunderts abgenommen hatte (1906 wurden noch 191 Personen gezählt), wurde von 1950 bis 1982 wieder ein deutliches Bevölkerungswachstum verzeichnet. Seither besteht erneut ein leicht rückläufiger Trend.

## Wirtschaft und Infrastruktur
Coulevon war bis weit ins 20. Jahrhundert hinein ein vorwiegend durch die Landwirtschaft (Ackerbau, Obstbau und Viehzucht) geprägtes Dorf. Heute gibt es einige Betriebe des lokalen Kleingewerbes, unter anderem ein Gipswerk. In den letzten Jahrzehnten hat sich das Dorf zu einer Wohngemeinde gewandelt. Viele Erwerbstätige sind deshalb Pendler, die in der Agglomeration Vesoul ihrer Arbeit nachgehen.
Der Ort ist verkehrstechnisch gut erschlossen. Er liegt nahe der Hauptstraße N57, die von Vesoul nach Remiremont führt. Eine weitere Straßenverbindung besteht mit Villeparois. Mit der Stadt Vesoul ist Coulevon durch eine Buslinie verbunden.